# ۱۹۹۹

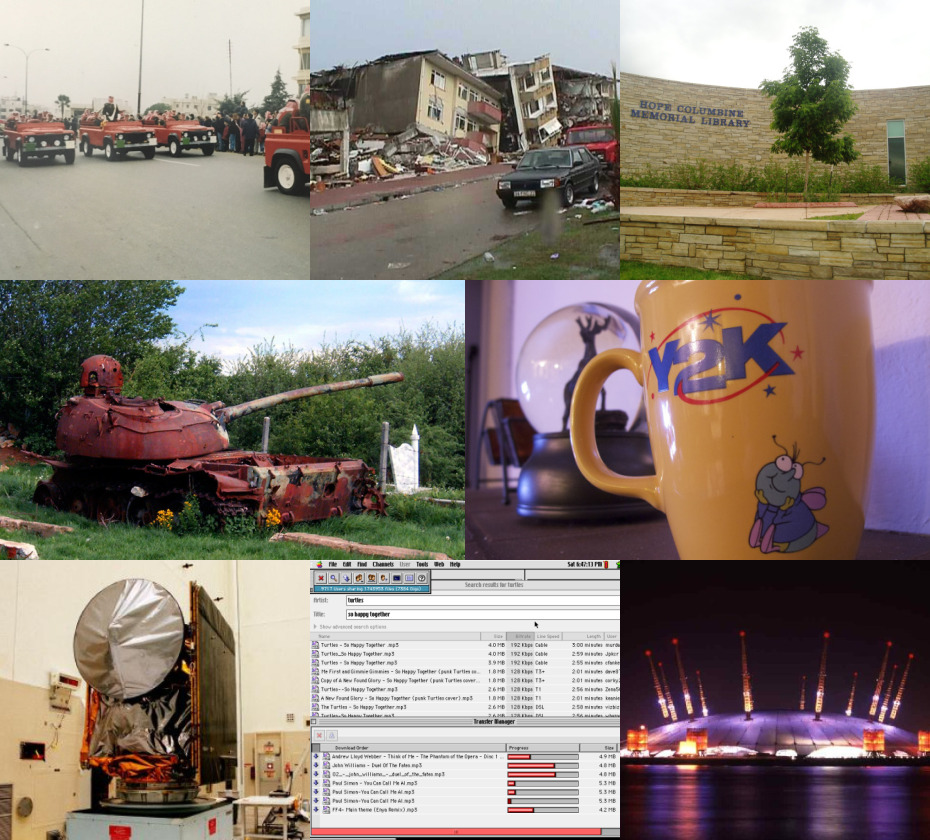

۱۹۹۹ (سال یک هزار و نهصد و نود و نه میلادی) یک سال عادی در تقویم گریگوری است که از جمعه ۱ ژانویه ۱۹۹۹ شروع شد و در ۳۱ دسامبر ۱۹۹۹ به پایان رسید. سال ۲۰۰۰۷ آخرین سال از قرن ۲۰ و هزاره دوم میلادی است.
سازمان ملل متحد این سال را با عنوان سال بین‌المللی اشخاص ارشد معرفی کرد.

## رویدادها

### ژانویه
- ۱ ژانویه - واحد پول یورو ایجاد شد.
- ۴ ژانویه - در حمله‌ای مسلحانه در مسجدی واقع در اسلام‌آباد ۱۶ نمازگزار شیعه کشته شدند.
- ۱۳ ژانویه - پس از ۱۳ سال بازی در بس
- کتبال NBA، مایکل جردن از این ورزش خداحافظی کرد.
- ۲۰ ژانویه - سرویس خبری چین از ایجاد محدودیت در اینترنت از طرف دولت چین به‌خصوص در کافی نت‌ها خبر داد.
- ۲۱ ژانویه - در یکی از بزرگترین اکتشافات گارد ساحلی ایالات متحده ۴٫۵ تن کوکائین را که به مقصد تگزاس در حرکت بود توقیف کرد.
- ۲۵ ژانویه - در اثر زلزله‌ای به بزرگی ۶٫۱ ریشتر در غرب کلمبیا دست کم ۱۰۰۰ نفر جان خود را از دست دادند.

### فوریه
- ۷ فوریه - ملک حسین پادشاه اردن در اثر سرطان درگذشت و فرزندش عبدالله دوم جانشین او شد.
- ۱۰ فوریه - حداقل ۱۰ نفر اثر ریزش بهمن در کوه‌های آلپ فرانسه، نزدیکی ژنو کشته شدند.
- ۱۱ فوریه - سیاره پلوتون در مدار غیر کروی خود دور تر از نپتون نسبت به خورشید قرار گرفت. آخرین بار این وضعیت در سال ۱۹۷۹ اتفاق افتاده بود و نوبت بعدی وقوع آن سال ۲۲۳۱ خواهد بود.
- ۱۶ فوریه - سو قصدی علیه اسلام کریموف رئیس‌جمهور ازبکستان انجام شد.
- ۱۶ فوریه - در پی دستگیری یکی از رهبران شورشی‌های کرد در ترکیه این افراد دست به زنجیره‌ای از گروگانگیری‌ها در سفارت خانه‌های ترکیه در سرتاسر اروپا زدند.
- ۲۲ فوریه - روحانی شیعه، محمد صادق صدر ترور شد.
- ۲۳ فوریه - عبدالله اوجالان رهبر شورشی‌های کرد در آنکارا به خیانت به کشور محکوم شد.

### مارس
- ۱ مارس - در اثر انفجار یکی از ۴ بمب کارگذاری شده سفارت آنگولا در لوزاکا پایتخت زامبیا تخریب شد.
- ۱ مارس - شورشی‌های هوتو روآندایی ۸ توریست را در اوگاندا کشته و مثله کردند.
- ۱ مارس - پیمان اتاوا اجرایی شد.

### سپتامبر
- ۷ سپتامبر - زمین‌لرزهای به بزرگای ۵٫۹ آتن را لرزاند و ۱۴۳ کشته و افزون بر ۲۰۰۰ زخمی برجای‌گذارد.

### اکتبر
- ۱۲ اکتبر - با تولد فردی در سارایوو، پایتخت بوسنی و هرزگوین، جمعیت جهان به ۶ میلیارد نفر رسید.

### نوامبر
- ۱۰ نوامبر - تشکیل سازمان جهانی مبارزه با دوپینگ

## زادروزها

### ژانویه
- ۳ ژانویه - آمایا رومرو، خواننده اسپانیایی.
- ۲۲ ژانویه - گریس ابی، بازیکن فوتبال اهل بریتانیا.
- ۲۳ ژانویه - دومنیکو آلبریکو، بازیکن فوتبال اهل ایتالیا.
- ۲۷ ژانویه - الکس بردلی، بازیکن فوتبال بریتانیایی.

### فوریه
- ۱۴ فوریه - بابی ادکانیه، بازیکن فوتبال اهل نیجریه.
- ۱۵ فوریه - عارف‌الرحمان، بازیکن فوتبال اهل بنگلادش.
- ۲۵ فوریه - جانلوئیجی دوناروما، بازیکن فوتبال ایتالیایی.
- ۲۶ فوریه - البرت الاودره، بازیکن فوتبال اهل آندورا.

### مارس
- ۱ مارس - مارتین کالدرون، بازیکن فوتبال اهل اسپانیا.
- ۵ مارس - مدیسون بییر، خواننده آمریکایی.
- ۳ مارس - بورا، خواننده اهل کره جنوبی.
- ۳۰ مارس - ژوتا، بازیکن فوتبال اهل پرتغال.

### آوریل
- ۱ آوریل - برونو فوچز، بازیکن فوتبال اهل برزیل.
- ۲۶ آوریل - دیمیتار آتاناسوف، بازیکن فوتبال اهل بلغارستان.
- ۲۷ آوریل - جو بل، بازیکن فوتبال اهل نیوزلند.
- ۳۰ آوریل - جاناتان آمون، بازیکن فوتبال آمریکایی.

### مه
- ۴ مه - الفون، بازیکن فوتبال اهل اسپانیا.
- ۵ مه - دیوید البا، بازیکن فوتبال اهل استرالیا.
- ۹ مه - فارس عابدی، بازیکن فوتبال اهل عربستان سعودی.
- ۱۱ مه - سابرینا کارپنتر، بازیگر و خواننده آمریکایی.
- ۲۲ مه - لوکاس دیاس، بازیکن فوتبال اهل فرانسه.
- ۲۳ مه - بلانکا استجکوف، خواننده و مدل لهستانی.
- ۲۸ مه - کامرون بویس، بازیگر آمریکایی.
- ۳۰ مه - بیشوانات گوش، بازیکن فوتبال اهل بنگلادش.

### ژوئن
- ۱۰ ژوئن - بلانش، خواننده بلژیکی.
- ۱۰ ژوئن - بنتو، بازیکن فوتبال اهل برزیل.
- ۱۷ ژوئن - آرتور هنریکه ویرا اراخو، بازیکن فوتبال اهل برزیل.
- ۱۸ ژوئن - آرین، خواننده و بازیگر اهل کره جنوبی.
- ۲۷ ژوئن - چندلر ریگز، بازیگر آمریکایی.

### ژوئیه
- ۱۴ ژوئیه - لوکاس امبروجیو، بازیکن فوتبال اهل آرژانتین.
- ۲۲ ژوئیه - فرانچسکو آنتونلی، بازیکن فوتبال اهل ایتالیا.
- ۳۰ ژوئیه - جوئی کینگ، بازیگر و خواننده آمریکایی.

### اوت
- ۹ اوت - الکساندرو، بازیکن فوتبال اهل برزیل.
- ۱۳ اوت - فلو آلن، بازیکن فوتبال اهل بریتانیا.
- ۱۴ اوت - فرن گارسیا، بازیکن فوتبال اسپانیایی.
- ۲۲ اوت - آدریانو، بازیکن فوتبال اهل برزیل.
- ۲۲ اوت - داکوتا گویو، بازیگر کانادایی.

### سپتامبر
- ۱۰ سپتامبر - آنتونیوس پاپادوپولوس، بازیکن فوتبال اهل آلمان.
- ۱۸ سپتامبر - کایتو آبه، بازیکن فوتبال اهل ژاپن.

### نوامبر
- ۴ نوامبر - آدریانو فیرمینو، بازیکن فوتبال اهل برزیل.
- ۶ نوامبر - محمد امین، بازیکن فوتبال اهل سودان.
- ۱۰ نوامبر - کرنان شیپکا، صدا پیشه و بازیگر آمریکایی.
- ۱۲ نوامبر - چویی یو-جونگ، خواننده اهل کره جنوبی.
- ۱۲ نوامبر - آلفونس آماد، بازیکن فوتبال اهل آلمان.

### دسامبر
- ۳ دسامبر - پریسکا آبه، مدل غنائی.
- ۴ دسامبر - کیم دو-یون، بازیگر و خواننده اهل کره جنوبی.
- ۹ دسامبر - آنجلا ادیسون، بازیکن فوتبال اهل انگلستان.
- ۲۲ دسامبر - دنی آموس، بازیکن فوتبال اهل بریتانیا.
- ۳۱ دسامبر - کیم سو هی، خواننده اهل کره جنوبی.

## مرگ‌ها

### ژانویه
- ۶ ژانویه – میشل پتروچیانی، پیانیست فرانسوی. (زاده ۱۹۶۲)
- ۲۴ ژانویه - شیزو ناتسکاوا، بازیگر اهل ژاپن. (زاده ۱۹۰۹)

### فوریه
- ۷ فوریه – ملک حسین، سیاست‌مدار اردنی. (زاده ۱۹۳۵)
- ۸ فوریه – آیریس مرداک، نویسنده، شاعر و فیلسوف ایرلندی. (زاده ۱۹۱۹)
- ۱۵ فوریه – بیگ ال (خواننده)، رپر آمریکایی. (زاده ۱۹۷۴)
- ۲۵ فوریه – گلن سیبورگ، شیمی‌دان آمریکایی. (زاده ۱۹۱۲)
- ۲۸ فوریه – بیل تالبرت،  تنیس‌باز آمریکایی. (زاده ۱۹۱۸)

### مارس
- ۲ مارس – داستی اسپرینگفیلد، خواننده بریتانیایی.(زاده ۱۹۳۹)
- ۷ مارس - استنلی کوبریک، کارگردان برجسته آمریکایی. (زاده ۱۹۲۸)
- ۱۸ مارس – آدولفو بیوئی کاسارس، نویسنده و فیلمنامه‌نویس آرژانتینی. (زاده ۱۹۱۴)
- ۲۴ مارس - الن هال، بازیگر اهل آمریکا. (زاده ۱۹۲۳)
- ۲۹ مارس - رایمو کولوواینن، بازیکن فوتبال اهل فنلاند. (زاده ۱۹۵۵)

### آوریل
- ۴ آوریل - باب پک، بازیگر بریتانیایی. (زاده ۱۹۴۵)
- ۱۲ آوریل – باکسکار ویلی، موسیقی‌دان و خواننده آمریکایی. (زاده ۱۹۳۱)
- ۲۱ آوریل – بادی راجرز، بازیگر آمریکایی. (زاده ۱۹۰۴)
- ۲۳ آوریل - روژه ریو، بازیکن فوتبال اهل فرانسه. (زاده ۱۹۱۳)

### مه
- ۲ مه – الیور رید، بازیگر بریتانیایی. (زاده ۱۹۳۸)
- ۱۷ مه – هاردینگ جونز، بازیگر آمریکایی. (زاده ۱۹۱۲)
- ۲۳ مه - آرتور ادوارد الیس، مربی فوتبال اهل انگلستان. (زاده ۱۹۱۴)

### ژوئیه
- ۲ ژوئیه – ماریو پوزو، فیلمنامه‌نویس و نویسنده آمریکایی. (زاده ۱۹۲۰)
- ۸ ژوئیه – پیت کنراد، فضانورد آمریکایی. (زاده ۱۹۳۰)
- ۱۱ ژوئیه – هلن فارست، موسیقی‌دان و خواننده آمریکایی. (زاده ۱۹۱۷)
- ۲۰ ژوئیه – ساندار گلد، بازیگر آمریکایی. (زاده ۱۹۱۶)

### اوت
- ۴ اوت – ویکتور ماتیور، بازیگر آمریکایی. (زاده ۱۹۱۳)
- ۹ اوت - آبراهام هاسکل تاب، ریاضی‌دان و فیزیک‌دان آمریکایی. (زاده ۱۹۱۱)
- ۱۳ اوت - ناتانیل کلایتمن، دانشمند و فیزیولوژیست اهل آمریکا. (زاده ۱۸۹۵
- ۱۸ اوت - الف کیرشن، بازیکن فوتبال اهل انگلستان. (زاده ۱۹۱۳)
- ۲۳ اوت - جورج بولونی، بازیکن فوتبال اهل فرانسه. (زاده ۱۹۱۷)

### سپتامبر
- ۴ سپتامبر - جورج گاولیچک، بازیکن فوتبال اهل آلمان. (زاده ۱۹۱۹)
- ۹ سپتامبر – روت رومن، بازیگر آمریکایی. (زاده ۱۹۲۲)
- ۱۴ سپتامبر – چارلز کریچتون، فیلمنامه‌نویس، تدوینگر، تهیه‌کننده و کارگردان بریتانیایی. (زاده ۱۹۱۰)
- ۲۲ سپتامبر – جرج سی. اسکات، بازیگر و کارگردان آمریکایی. (زاده ۱۹۲۷)
- ۲۳ سپتامبر – ایوان گاف، فیلمنامه‌نویس استرالیایی. (زاده ۱۹۱۰)

### اکتبر
- ۱۲ اکتبر – ویلت چمبرلین، مربی بسکتبال، بازیکن بسکتبال و ورزشکار آمریکایی. (زاده ۱۹۳۶)
- ۱۴ اکتبر – ژولیوس نایرره، زبان‌شناس، مترجم، و سیاست‌مدار اهل تانزانیا. (زاده ۱۹۲۲)
- ۲۴ اکتبر – جان چفی، سیاست‌مدار آمریکایی. (زاده ۱۹۲۲)

### نوامبر
- ۳ نوامبر – یان بانن، بازیگر بریتانیایی. (زاده ۱۹۲۸)
- ۹ نوامبر – مابل کینگ، بازیگر آمریکایی. (زاده ۱۹۳۲)
- ۱۶ نوامبر - دنیل ناتانس، دانشمند اهل آمریکا. (زاده ۱۹۲۸)
- ۲۱ نوامبر - رالف فودی، هنرپیشه اهل آمریکا. (زاده ۱۹۲۸)
- ۲۸ نوامبر - بتل لسلی، هنرپیشه و فیلم‌نامه نویس اهل آمریکا. (زاده ۱۹۲۹)

### دسامبر
- ۱۸ دسامبر – روبر برسون، فیلمنامه‌نویس و کارگردان فرانسوی. (زاده ۱۹۰۱)
- ۱۵ دسامبر - ژرژ ابی، بازیکن فوتبال اهل سوئیس. (زاده ۱۹۱۳)
- ۲۶ دسامبر – کورتیس مایفیلد، خواننده، ترانه‌سرا، گیتاریست، پیانیست، موسیقی‌دان و خواننده آمریکایی. (زاده ۱۹۴۲)
- ۲۷ دسامبر - پیر کلمنتی، هنرپیشه بریتانیایی. (زاده ۱۹۴۲)
- ۲۸ دسامبر – کلیتون مور، بازیگر آمریکایی. (زاده ۱۹۱۴)